# Claudia del Río
Claudia del Río (Rosario, Argentina, 7 de noviembre de 1957) es artista visual, poeta y docente referente de la escena artística argentina desde la postdictadura en adelante. Cofundó el Club del Dibujo en 2002, un proyecto con el que también se desempeña como curadora y gestora cultural, formulado como un espacio de pensamiento y acción acerca del dibujo.
Participó en bienales internacionales como la Bienal de Brusque en Brasil (1989), la Bienal de La Habana (1997), la del Mercosur (2009), la de Medellín y la de Salto en Uruguay (2011).

## Formación
Durante su formación escolar fue alumna de la Escuela Gabriel Carrasco del barrio Alberdi.  Estudió teatro y danza y se inició en la pintura a los 14 años, junto con una compañera que asistía al taller del pintor Mario Albea. Luego cursó sus estudios artísticos académicos en la Escuela de Bellas Artes de la Universidad Nacional de Rosario, donde trabaja como docente desde 1982. También se formó en el taller de Julián Usandizaga.

## Trayectoria artística
Desde los comienzos se interesó por el trabajo colectivo en red, lo cual tuvo que ver con su participación en distintas agrupaciones en los años 80 y con su vinculación con el arte correo y los circuitos de producción de performances y de ediciones múltiples.
A principios de los 80 formó parte del colectivo Hacia un arte grupal, del que también formaron parte Claudio Lluan, Luis Miotto, Claudia Molteni, Jorge Orta, Verónica Orta y Graciela Sacco. Esta agrupación desarrolló proyectos de articulación entre el arte gráfico y el video-arte, para “contrarrestar la acción degradante que el mercado inversionista impuso a la obra de arte, mediante la difusión de la estampa multiejemplar".
Hacia 1984 integró la comisión directiva de la asociación civil Artistas Plásticos Asociados (APA), constituida en asamblea en el Centro Cultural Bernardino Rivadavia el 22 de junio de ese año. Entre los artistas que la fundaron se encontraban también Anabel Solari, Silvia Chirife, Roberto Echen, Verónica Prieto, Ricardo Pereyra, Gabriel González Suárez, Silvia Andino, Miguel Mazocatto, Mónica Cosenza, Carlos Cantore, Daniel García, Fernández de Gamboa, Marta Tarsia, Maria Elena Mainieri, Andrea Basualdo, Patricia Espinoza y Gabriel Serrano.
Entre 1994 y 1995 formó parte de la Beca Kuitca, programa para artistas jóvenes impulsado y dirigido por Guillermo Kuitca, que en ese momento se llevó a cabo en la Fundación Proa.
En 1997 representó a la Argentina en la Bienal de La Habana, en Cuba. 
En calidad de artista y también como tutora invitada, en 2000 y 2001 formó parte de Trama, programa independiente de cooperación entre artistas, Rain Artists Initiatives Network. Asimismo, entre 1999 y 2004 integró el Programa de Encuentros Regionales de Producción y Análisis para Artistas Visuales de la Fundación Antorchas.
En 2002 cofundó el Club del Dibujo, proyecto que continúa en la actualidad con diversas acciones, y que la artista considera como un espacio de pensamiento y acción acerca del dibujo, formulado por artistas para públicos especializados y no especializados.

Nos reunimos en 2002, inspirados por nuestro gusto por dibujar, mirar dibujos. Por la influencia de los proyectos compartidos con Edgardo-Antonio Vigo (La Plata, 1928-1987) y por el manifiesto Promoción Internacional para el estudio y la práctica autodidacta del dibujo. (Norberto Chávez-América Sánchez, Barcelona, 1979).
Claudia del Río

Como parte del Club del Dibujo, en 2006 comenzó a trabajar en el proyecto Pieza Pizarrón —dispositivo de arte, teatro y pedagogía— que difunde desde entonces como "formato itinerante".
En 2002 formó parte del grupo Cintia Link, junto con artistas rosarinos de distintas generaciones: Eladia Acevedo, Leo Battistelli, Graciela Carnevale, Luján Castellani, Hugo Cava, Leandro Comba, Celina Fuster, Marina Gryciuk, Mauro Guzmán, Fabiana Ímola, Andrea Ostera, Norma Rojas y Román Vitali.
Entre 2006 y 2014, ofició como artista invitada de las clínicas que organizó el Fondo Nacional de las Artes en distintas provincias argentinas. Asimismo, en este último año participó del programa de Clínicas del Centro Cultural Haroldo Conti de Buenos Aires).
Fue invitada a las residencias Arteleku, San Sebastián (España, 2004), RIAA, Ostende (Argentina, 2006), Fundación Valparaíso, Mojácar (España, 2007), Kiosko, Santa Cruz de la Sierra (Bolivia, 2007), Taller 7 y Museo de Antioquia, Medellín (Colombia, 2011), Espacio Recombinante y Dobradiça, Santa María (Brasil, 2013), Casa B, Museu Bispo do Rosário, Rio de Janeiro (Brasil, 2015), y Apotheke, Udesc, Florianópolis (Brasil, 2017).
En 2008 inició el proyecto RUSA, una propuesta de residencia para 1 Solo Artista en su casa-taller ubicada en Rosario, .  
En 2009 fue invitada a la Bienal del Mercosur en Porto Alegre, Brasil, y en 2011 participó en las bienales de Salto, Uruguay, y MDE11, en Medellín, Colombia.
Desde 2012 dicta el seminario Club del Dibujo en la EPA, Escuela de Animación de Rosario.
En 2015, junto con el artista Carlos Herrera, llevó adelante el programa La Basurita en el centro cultural Plataforma Lavardén de Rosario, dirigido a artistas de la provincia de Santa Fe con el apoyo del Fondo Nacional de las Artes.
Curó muestras basadas en procesos de investigación sobre el dibujo en la producción de escritores, sobre artistas con padecimientos mentales y sobre el dibujo en Argentina en las primeras décadas del siglo XX, presentadas en el Fondo Nacional de las Artes, en el Centro Cultural Parque de España de Rosario, en el Museo Municipal Juan B. Castagnino, en el Museo de Arte Contemporáneo de Rosario y en el Museo Provincial de Bellas Artes Rosa Galisteo de Rodríguez.
En 2016 la editorial rosarina Iván Rosado editó su libro Ikebana Política, reseñado por numerosos historiadores y críticos argentinos:  

Claudia del Río es una de las artistas argentinas más sorprendentes de las últimas décadas. Se extiende por todos lados como alguien que altera los espacios por los que transita y siempre nos revela algo. Para la enseñanza Ikebana política es una currícula libertaria en la que la historia del arte se experimenta como una cultura de la copia y los afectos. Para el arte es un libro antropofágico, incita a tomarlo todo sin importar los orígenes de lo que nos estimula.
Francisco Lemus

El trabajo de Claudia del Río deambula entre la imagen y el texto, entre el concepto y la materia, entre las orillas del Paraná y el mapamundi. Con su lectura sobre genealogías, prácticas estéticas y lugares comunes, Ikebana política resulta un indispensable aporte para un estado del arte contemporáneo, donde se destaca su reflexión crítica y sensible sobre la creación, la institución, la educación y el afecto.
Silvia Dolinko

Ikebana política es una respuesta en acto a los problemas que plantea la composición de libros rapsódicos: el uso intensivo de la técnica del collage, el encadenamiento sin mediaciones de fragmentos heterogéneos, que remiten a una multiplicidad proliferante de series temáticas y formales (en una lectura apresurada, se pueden identificar más de veinte); al mismo tiempo que produce el agrupamiento, deja el conjunto en un estado de desagregación virtual, como si pudiera descomponerse desde dentro, menos por la localización de una falla, que por la exacerbación de alguna singularidad.
Alberto Giordano

En 2017 y 2018 participó del Festival de Teatro de Cali junto con Enrique Lozano, dramaturgo de la obra Las Esferas, realizada específicamente para el proyecto Pieza Pizarrón. También en 2018 presentó Quién quieres que te eduque, como parte del proyecto Pieza Pizarrón, en el Museo Krekovic de Palma de Mallorca, España.
Sus obras ilustran las tapas de la Colection Hispanic Studies: Culture and Ideas de la editorial Peter Lang oriunda de Londres, Inglaterra, y de la Editorial de la Facultad de Humanidades y Artes de la Universidad Nacional de Rosario.
Se encuentra representada en colecciones privadas, museos e instituciones de su país natal y del extranjero, entre los que se hallan: Museo Nacional de Bellas Artes, Buenos Aires, Argentina; Museo Municipal de Bellas Artes Juan B. Castagnino, Rosario, Argentina; Blanton Museum, Austin, Texas, EE. UU.; Karno Books, Los Ángeles, EE. UU.; Centro Wifredo Lam, La Habana, Cuba; Colección Osde, Buenos Aires, Argentina; Colección Banco Supervielle, Buenos Aires, Argentina; Museo Provincial Timoteo Navarro, Tucumán, Argentina; Museo de Bellas Artes, Salta, Argentina; Museo Bispo do Rosario, Río de Janeiro, Brasil.
Actualmente forma parte de la agrupación pintorAs y del dueto Trulalá-la.

## Obra
Su producción está atravesada por el uso de distintas disciplinas como pintura y fotografía, además de experimentar en el ámbito de la performance, el arte-correo, el video, el collage, el bordado y el dibujo.
En los años años 90 construyó un gran cuerpo de obra atravesado por la experimentación en la esfera del lenguaje visual y por ciertos abordajes acerca del modo en que se forma y se transforma la identidad, en un contexto donde fluyeron numerosas perspectivas de género. Sus imágenes de entonces muestran los efectos del consumo y de ciertas entidades habitadas cotidianamente como la escuela o el periódico en la vida social.
En los 2000 su trabajo deriva en la conformación de dispositivos relacionales, generando espacios de encuentro con artistas, instituciones y público. El Club del Dibujo es uno de los proyectos vigentes con los que la artista despliega este modo de habitar el arte colectivamente.
Su primera gran muestra individual fue Cien imágenes huérfanas (2000), con la que el Museo Municipal de Bellas Artes Juan B. Castagnino lanzó una serie de publicaciones con el objetivo de difundir el patrimonio cultural de la ciudad de Rosario. El texto principal del libro estuvo a cargo del curador de la exposición, Reinaldo Laddaga, quien en ese exhaustivo ensayo señala:

Cinco espaldas cerradas. Noventa y tres rostros de mujeres. Mil pequeñas píldoras donde se inscriben números. Edificaciones de líneas que se deshacen. Boxeadores adornados. Construcciones frágiles de copas. Telas delgadísimas bordadas. Mesas, lámparas, jarrones. Juguetes golpeados, jabones que no se gastan, intactas joyas. Trazados vacilantes en las pálidas paredes. ¿Qué es lo que vincula a estas manifestaciones?
Los días lentos. Las figuras atenuadas. Los collares que se forman. Las tardes que se apagan. Las redes que se tienden. Los tejidos que se anudan. Los instantes que se cuentan. Las cuentas que se desparraman. Las orfandades que se exponen. Los cuerpos que, en la luz familiar y escueta, se abandonan. Los perfiles que se desvanecen. Las fracturas reparadas. La paciencia y el cuidado. Todo esto se deja descifrar en ellas. Y un modo de extenderse en la duración, dejándola irse y celebrando su partida, dándole la espalda para que su trabajo se despliegue, componiendo espacios para su acumulación y dispersando todo lo que se acumula, exponiendo a la vez, en cada imagen, el ademán vago de un adiós y una incancelable permanencia.

Años más tarde, en 2013, la curadora Inés Katzenstein reunió un grupo de sus trabajos intentando ofrecer una perspectiva más bien pedagógica bajo una especie de antología forzosa que pretendía exponer un núcleo duro de su obra. En el texto curatorial se mencionaba:

La materialidad y la gráfica de Coca-Cola se ha roto y se ha expandido como un virus que lo invade todo. Las niñas portan sus vestiditos y sus rifles, los hombres de nieve también. Las noticias policiales se coleccionan como si fuesen esquirlas a la vez cómicas y horrorosas de la materialidad del presente. Al no haber contexto, la locura de ese infierno político enrarece todos los gestos y expresiones, que aparecen repentinamente desdramatizadas, delirantes. Las casas son bunkers de miles de texturas defensivas. Una guerra que —está hecha de neoliberalismo, de consumismo, de propaganda y miedo—, afecta los cuerpos. En estas obras, la información de la muerte es el trasfondo de todas las fantasías.
Claudia es prolífica y produce estas representaciones organizándolas en series que se dividen por épocas, por técnicas, por títulos.

En 2018 y con curaduría de Nancy Rojas, la artista realizó la exposición Idealister, asumiendo una hipótesis posible sobre lo que ella llama "la vida de los ojos". En esta muestra presentó un grupo de dibujos como si fueran pancartas, que surgieron de anotaciones que la artista hacía por entonces a modo de declaraciones como "El arte es mi partido". Allí exhibió también una serie de pinturas previamente expuestas en el espacio El Bucle de Rosario, un conjunto de collages y una serie de ladrillos y retratos en lápiz y aceite de lino, algunos de los cuales se habían podido ver en su muestra Pepsi en la galería Diego Obligado en 2016. Acompañaba a esta puesta expositiva un video titulado Ministerio de la vida abundante, que la artista produjo en 2016 con Gastón Miranda a partir de sus cuadernos personales fechados entre 1962 y 2015 para muestra Ejercicios: Formación, aprendizaje e intercambios en el arte contemporáneo, realizada en el Museo de Arte Contemporáneo de Rosario.
En 2021, su obra forma parte de las exposiciones Pintoras. Una historia de más de 10 años, en el Centro de Arte de la Universidad Nacional de La Plata, Transformación. La gráfica en desborde, en el Museo Nacional del Grabado, Buenos Aires, y Terapia, curada por Gabriela Rangel, Verónica Rossi y Santiago Villanueva en Malba, Buenos Aires.
Asimismo, junto con las artistas Adriana Bustos y Mónica Millán, realizará una muestra en el Museo de Arte Moderno de Buenos Aires, a inaugurarse el próximo 15 de octubre.

## Exhibiciones individuales
- Idealister, curaduría de Nancy Rojas, Museo Genaro Pérez, Córdoba, Argentina, 2018.
- Pepsi, galería Diego Obligado, Rosario, Argentina, 2016.
- Infierno. Una aproximación a la obra de Claudia del Río, curaduría de Inés Katzenstein, galería Nora Fisch, Buenos Aires, Argentina, 2013.
- Litoral, cocacola y otros poemas, galería Jardín Oculto, Buenos Aires, Argentina, 2011.
- Hogar, Kiosko Galería, Santa Cruz de la Sierra, Bolivia, 2007.
- Cien imágenes huérfanas, curaduría de Reinaldo Laddaga, Museo Municipal de Bellas Artes Juan B. Castagnino, Rosario, Argentina, del 4 al 27 de agosto de 2000.
- Sala Schiavoni, Centro Cultural Bernardino Rivadavia, Rosario, Argentina, 1999.
- Museo de Arte Contemporáneo, Bahía Blanca, Argentina, 1996.
- Fundación Banco Patricios, Buenos Aires, Argentina, 1996.
- Museo Sívori, Buenos Aires, Argentina, 1993.
- Centro Cultural Victoria Ocampo, Mar del Plata, Argentina, 1993.
- Alianza Francesa, Rosario, Argentina, 1990.
- Biblioteca Argentina Dr. J. Álvarez, Rosario, Argentina, 1990.
- Galería San Telmo, Rosario, Argentina, 1983.
- Amigos del Arte, Rosario, Argentina, 1981.[1][19][20][24][29]

## Publicaciones[2]
- Litoral y Cocacola, Rosario, editorial Iván Rosado, 2012.
- Pieza Pizarrón, Rosario, Club del Dibujo, 2013.
- Ikebana política, Rosario, editorial Iván Rosado, 2016.
- Ikebana política, Reino Unido, editorial Peter Lang, 2019.

## Premios y distinciones[1]
- Premio Adquisición Grabado, Salón Bienal Arche, Museo Nacional de Bellas Artes, Buenos Aires, Argentina, 1983.
- Premio Dibujo, 51 Salón Nacional de Rosario, Museo Municipal de Bellas Artes Juan B. Castagnino, Rosario, Argentina, 1987.
- Beca para Artistas Jóvenes dirigida por Guillermo Kuitca, Buenos Aires, Argentina, 1994-1995.
- Primer Premio Adquisición, Salón Nacional de Rosario, Artes sin disciplina, Rosario, Argentina, 1995.
- Beca otorgada por la Subsecretaría de Cultura de la Provincia de Santa Fe, Argentina, 1997.
- Subsidio a la Creación, Fundación Antorchas, Buenos Aires, Argentina, 1998.
- Mención Arte Digital, Premio Prodaltec, Museo Nacional de Bellas Artes, Buenos Aires, Argentina, 2000.
- Beca de viaje para artistas. Colección Oxenford, 2014.[30]
- Premio Konex Diploma al Mérito, Dibujo, Argentina, 2022.[31]